# Спиваковский, Наум Давидович
Наум Давидович Спиваковский (17.07.1903 — после 1984) — советский учёный-плодовод, доктор сельскохозяйственных наук (1954), профессор (1956), лауреат Сталинской премии (1952).
Родился 17 июля 1903 года в городе Чигирин Киевской губернии.
Окончил Кировоградский агрономический техникум (1924) и факультет агрохимии и почвоведения Московской сельскохозяйственной академии им. К. А. Тимирязева (1931).
С 1931 по 1936 год заведующий организованным им отделом агрохимии Крымской зональной опытной станции плодово-ягодного хозяйства, изучал эффективность минеральных удобрений в садах полуострова.
В 1936—1956 гг. — заведующий лабораторией агрохимии и отделения агротехники ВНИИС им. И. В. Мичурина, г. Мичуринск Тамбовской области. В 1948—1951 гг. также читал курс агрохимии в Плодоовощном институте им. И. В. Мичурина.
Доктор сельскохозяйственных наук (1954), профессор (1956), лауреат Сталинской премии (1951) — за научный труд «Удобрение плодовых и ягодных культур» (1951).
В 1956—1959 гг. — заведующий кафедрой плодоводства Крымского сельскохозяйственного института.
С осени 1959 года заместитель директора и заведующий отделом агрохимии и почвоведения в в Научно-исследовательском зональном институте садоводства Нечерноземной полосы (до сентября 1960 г. — Московская плодово-ягодная опытная станция).
С 1965 года работал во ВНИИ удобрений и агропочвоведения им. Д. Н. Прянишникова (ВИУА), последняя должность научный сотрудник — консультант.
Автор 117 научных публикаций по садоводству и удобрению плодовых растений.
Награждён орденом Трудового Красного Знамени, медалью «За доблестный труд в годы Великой Отечественной войны 1941—1945 гг.», медалями ВДНХ.
Умер и похоронен в Москве.
Сочинения:
- Удобрение плодовых и ягодных культур [Текст]. — 2-е изд., испр. и доп. — Москва : Сельхозиздат, 1962. — 360 с. : ил.; 22 см.
- Агротехника высоких урожаев в плодовых садах [Текст] / Д-р с.-х. наук проф. Н. Д. Спиваковский. — Москва : Знание, 1957. — 32 с. : ил.; 22 см.
- Система содержания почвы в садах [Текст] / Н. Д. Спиваковский, д-р с.-х. наук. — Москва : Изд-во М-ва сельского хозяйства РСФСР, 1959. — 29 с. : ил.; 17 см.
- Удобрение плодовых и ягодных культур / Н. Д. Спиваковский. — М.: Россельхозиздат, 1984. — 270 с.